# Willem Meijns
Willem Meijns (Wormerveer, 23 mei 1911 - Wormerveer, 22 april 1995) was een Nederlands arrangeur en dirigent. Hij was de zoon van de componist en dirigent Albert Meijns.
Hij kreeg muziekles van zijn vader en werd lid van Harmonie "Ons Genoegen" Wormerveer waar zijn vader dirigent was. Later werd Willem Meijns dirigent van diverse harmonie- en fanfareorkesten.
Voor muziekuitgeverij Molenaar bewerkte hij een groot aantal klassieke werken voor harmonie- en fanfareorkest.

## Bewerkingen van klassieke muziek voor harmonie- en fanfareorkest
- Hongaarse Dansen nr.5 en nr. 6, van Johannes Brahms
- Marche Hongroise uit "Damnation de Faust" van Hector Berlioz
- Ouverture tot "Alceste", van Christoph Willibald von Gluck
- Ouverture "La Couronne d'or", van Alphonse Herman
- Ouverture tot de operette "Leichte Kavallerie", van Franz von Suppé
- Ouverture tot de opera "Tancredi", van Gioacchino Rossini
- Slavenkoor uit "Nabucco", voor gemengd koor en harmonieorkest
- The Three Musketeers, suite van G. Hespe

## Bewerkingen van kamermuziek
- Ach, ich habe Sie verloren, aria uit de opera "Orphée en Eurydice" voor hoorn (of altsaxofoon) en piano van Christoph Willibald von Gluck
- Adagietto uit de "L'Arlesienne suite", voor klarinetkwartet van Georges Bizet
- Grand Fantasia Obligato voor bastrombone en piano van G.A. Frost
- Le Roi D'Ys, voor eufonium en piano van Edouard Lalo
- Serenade, voor kornet en piano van Franz Schubert